# Kevin Fiala
Kevin Fiala (* 22. Juli 1996 in St. Gallen) ist ein Schweizer Eishockeyspieler tschechischer Herkunft, der seit Juni 2022 bei den Los Angeles Kings in der National Hockey League unter Vertrag steht. Zuvor war der linke Flügelstürmer in der NHL bereits für die Nashville Predators und Minnesota Wild aktiv. Er ist der Sohn des Eishockeyspielers Jan Fiala, der in der Tschechoslowakei geboren wurde, in die Schweiz emigrierte und für den HC Lugano in der Nationalliga A spielte.

## Karriere

### Jugend
Seine Karriere startete Fiala, der im st.-gallischen Zuzwil aufwuchs, beim EHC Uzwil, wo sein Vater unter anderem zusammen mit Mathias Seger spielte und als Nachwuchschef und Sportchef tätig war. Er absolvierte auf Grund eines Zusammenarbeitsvertrags zwischen den jeweiligen Klubs betreffend Junioren ein paar Partien beim EC Wil sowie beim SC Rheintal. Er absolvierte 2009/2010 – als 13-Jähriger – bei den Top Novizen der Uzwiler U17 19 Spiele.
Fiala stand in der Saison 2010/11 bei den ZSC Lions unter Vertrag und spielte dort als 14-Jähriger in der U17-Mannschaft. In 25 Partien erreichte er je zehn Tore und Assists. In sieben Playoffspielen gab er zusätzliche zwei Mal den entscheidenden Pass. In den 23 Partien, welche er für das U15-Team spielte und eine der Stützen der Mannschaft war, schoss er 44 Tore und 38 Assists (46 Strafminuten). Mit der U20-Mannschaft nahm Fiala in der folgenden Saison bei den Elite-Junioren-B teil und gewann diese; zudem war er Topscorer bei dem U17-Team. Bei den Elite-Junioren schoss er ein Tor und vier Assists in sieben Partien der Hauptrunde; in weiteren vier Playoffpartien kamen drei Tore und zwei Assists sowie 18 Strafminuten hinzu. Für die U17-Mannschaft trat er in 28 Partien an, er erzielte 34 Tore und 18 Assists (98 Strafminuten). In den U17-Playoffs kamen in acht Spielen weitere sechs Tore und acht Assists hinzu (24 Strafminuten). Für die Schweizer U16-Nationalmannschaft lief er 16-mal auf; 14 Tore, sechs Assists und 14 Strafminuten waren die Ausbeute. Vor dem Saisonbeginn der Spielzeit 2012/13 trat er für die Schweiz am Ivan Hlinka Memorial Tournament 2012 an, bevor er nach Schweden wechselte, um bei Malmö IF in der J20 SuperElit, der Juniorenliga, zu spielen. In 36 Spielen der Hauptrunde der U20 schoss er neun Tore und 19 Assists (30 Strafminuten). Zudem trat er in neun Hauptrundenspielen und vier Playoffpartien für die U18 an, wo er insgesamt zehn Tore und sieben Assists erzielte (32 Strafminuten). Für die Schweiz lief er 20-mal auf: 8 Tore und 7 Assists.
In der Saison 2013/14 lief Fiala zum zweiten Mal seiner Karriere beim Ivan Hlinka Memorial Tournament auf, zudem wechselte er innerhalb Schwedens zum HV71 Jönköping. In seinen ersten elf Profispielen für HV71 erzielte er drei Tore und sieben Assists, für die U20 trat er 26-mal an, und erzielte zehn Tore und 14 Assists. Bei der Weltmeisterschaft der U18-Junioren 2014, der Weltmeisterschaft der U20-Junioren 2014 sowie der Weltmeisterschaft der Herren 2014 lief Fiala für die Schweiz auf. Damit schrieb Fiala Eishockey-Geschichte, ist er doch erst der dritte Spieler, der in derselben Saison an drei Weltmeisterschaften in drei verschiedenen Alterskategorien zum Einsatz kam. Zuvor gelang dies 2003 auch den beiden Belarussen Andrej Kaszizyn und Wadsim Karaha.

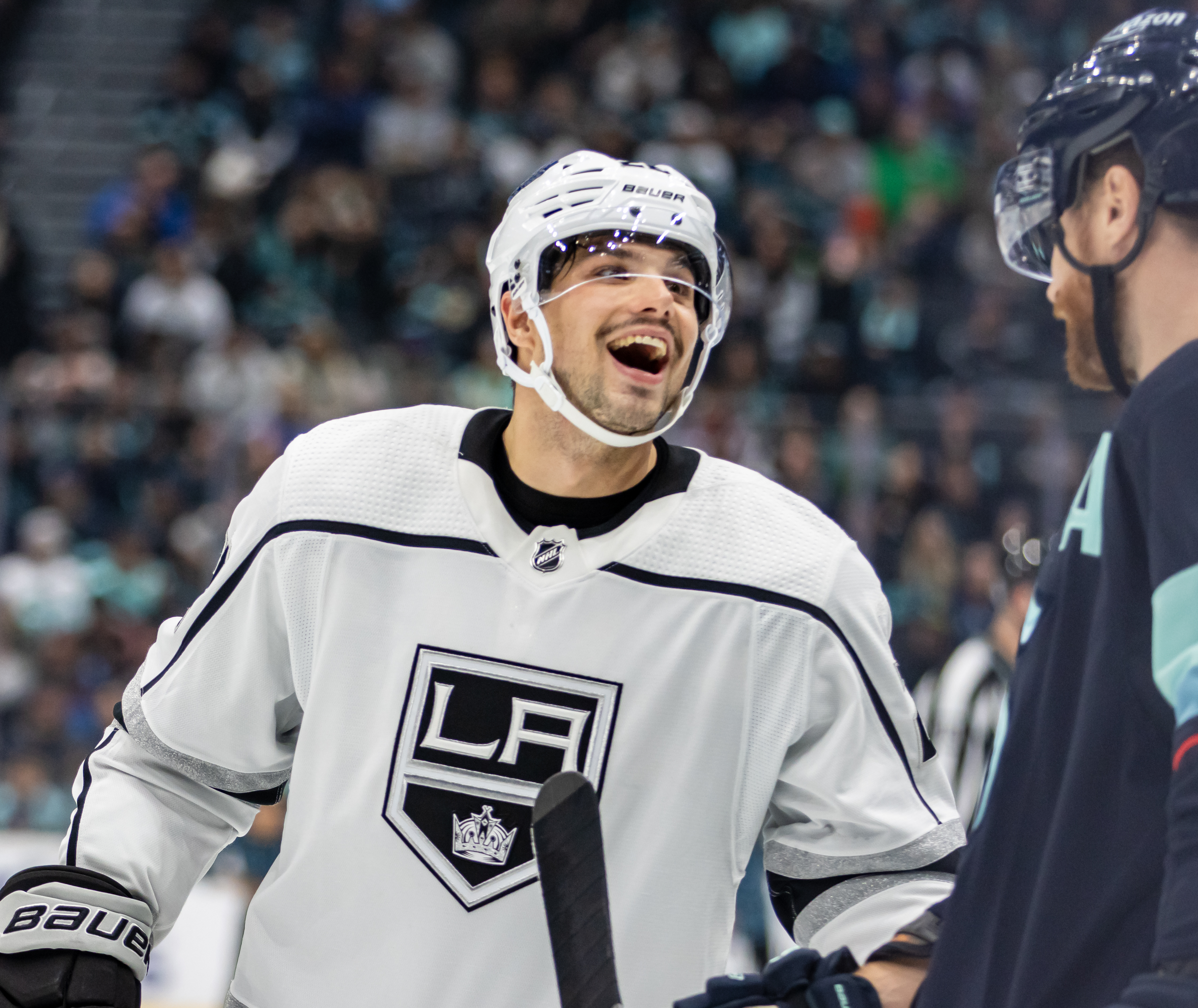
Fiala im Trikot der Los Angeles Kings (2023)

### Nashville Predators
Beim NHL Entry Draft 2014 in Philadelphia wurde Kevin Fiala als siebter Schweizer in der ersten Runde gewählt. Die Nashville Predators drafteten den 17-jährigen Zuzwiler als Nummer 11. In der anschliessenden Vorbereitung auf die Saison 2014/15 konnte er sich jedoch nicht im NHL-Aufgebot durchsetzen und spielte somit weiterhin für HV71 Jönköping. Über den Jahreswechsel 2014/15 nahm er mit der Schweiz an der U20-Weltmeisterschaft in Kanada teil und erreichte dort mit der Mannschaft den neunten Platz. Im Anschluss trat Fiala in die Organisation der Nashville Predators über und spielte ab Januar 2015 für die Milwaukee Admirals, deren Farmteam aus der American Hockey League (AHL). Zudem kam er zu jeweils einem Einsatz in regulärer Saison und Playoffs für die Predators.
Nach der Spielzeit 2015/16, die der Angreifer ebenfalls zum Grossteil in der AHL verbracht hatte, etablierte sich Fiala im Laufe der Saison 2016/17 im NHL-Aufgebot der Predators. Während der anschliessenden Stanley-Cup-Playoffs 2017 zog sich Fiala im ersten Spiel der zweiten Runde gegen die St. Louis Blues eine Fraktur des linken Oberschenkels zu, als er während eines Zweikampfs mit Robert Bortuzzo heftig in die Bande rutschte. Der Schweizer wurde noch in St. Louis operiert und fiel für den Rest der Playoffs aus, in denen Nashville erst im Finale an den Pittsburgh Penguins scheiterte. In der folgenden Spielzeit 2017/18, die er erstmals komplett in der NHL verbrachte, steigerte Fiala seine persönliche Statistik deutlich auf 48 Punkte aus 80 Spielen. Das darauffolgende Jahr startete Fiala die Saison erneut im NHL-Kader der Predators, wo er in 64 Spielen 32 Punkte erzielte.

### Minnesota und Los Angeles
An der Trade Deadline am 25. Februar 2019 wurde Fiala im Austausch für Mikael Granlund zu den Minnesota Wild transferiert. Dort unterzeichnete er im September 2019 einen neuen Zweijahresvertrag, der ihm ein durchschnittliches Jahresgehalt von drei Millionen US-Dollar einbringen sollte. In der folgenden Spielzeit 2019/20 verzeichnete er mit 54 Punkten aus 64 Spielen seine bisher mit Abstand beste Saisonstatistik. Anschliessend erhöhte sich sein Gehalt auf 5,1 Millionen US-Dollar, allerdings nur im Rahmen eines Einjahresvertrages, den er im August 2021 unterzeichnete. In der Folge erreichte der Angreifer mit 85 Punkten in 82 Partien der Saison 2021/22 erneut einen Karriere-Bestwert sowie erstmals einen Punkteschnitt von über 1,0 pro Spiel.
Im Juni 2022 wurde Fiala an die Los Angeles Kings abgegeben, die im Gegenzug Nachwuchsverteidiger Brock Faber sowie ein Erstrunden-Wahlrecht im NHL Entry Draft 2022 nach Minnesota schickten. Sein Vertrag wäre im Folgemonat ausgelaufen, sodass er den Status eines Restricted Free Agent gehabt hätte. Die Kings statteten ihn daher mit einem neuen Siebenjahresvertrag aus, der ihm ein durchschnittliches Jahresgehalt von ca. 7,9 Millionen US-Dollar einbringen soll.

## Erfolge und Auszeichnungen
- 2023 Teilnahme am NHL All-Star Game

### International
| - 2018 Silbermedaille bei der Weltmeisterschaft - 2024 Silbermedaille bei der Weltmeisterschaft - 2024 Wertvollster Spieler der Weltmeisterschaft | - 2024 Bester Stürmer der Weltmeisterschaft - 2024 All-Star-Team der Weltmeisterschaft - 2025 Silbermedaille bei der Weltmeisterschaft |

## Karrierestatistik
Stand: Ende der Saison 2024/25

### International
Vertrat die Schweiz bei:
| - Ivan Hlinka Memorial Tournament 2012 - Ivan Hlinka Memorial Tournament 2013 - U20-Weltmeisterschaft 2014 - U18-Weltmeisterschaft 2014 - Weltmeisterschaft 2014 - U20-Weltmeisterschaft 2015 | - Weltmeisterschaft 2015 - Weltmeisterschaft 2018 - Weltmeisterschaft 2019 - Weltmeisterschaft 2023 - Weltmeisterschaft 2024 - Weltmeisterschaft 2025 |

(Legende zur Spielerstatistik: Sp oder GP = absolvierte Spiele; T oder G = erzielte Tore; V oder A = erzielte Assists; Pkt oder Pts = erzielte Scorerpunkte; SM oder PIM = erhaltene Strafminuten; +/− = Plus/Minus-Bilanz; PP = erzielte Überzahltore; SH = erzielte Unterzahltore; GW = erzielte Siegtore; 1 Play-downs/Relegation; Kursiv: Statistik nicht vollständig)